# 波霍里萊 (茲米伊夫市鎮)
49°45′25″N 36°4′6″E / 49.75694°N 36.06833°E
波霍里萊（烏克蘭語：Погоріле）是位於烏克蘭東部的村莊，由哈爾科夫州丘胡伊夫区的茲米伊夫市鎮負責管轄。該村始建於1700年，面積0.08平方公里，海拔高度100米，2001年人口116，人口密度每平方公里1,506.5人。